# Governo di Somma II
Il Governo di Somma II è stato il quinto governo del Regno delle Due Sicilie, guidato dal marchese di Circello,Tommaso Maria di Somma; rimase in carica dal marzo 1821 al giugno 1822.

## Composizione
| Carica                                    | Titolare                                                                                |
| Presidenza del Consiglio dei ministri     | Presidenza del Consiglio dei ministri                                                   |
| ----------------------------------------- | --------------------------------------------------------------------------------------- |
| Presidente del Consiglio dei ministri     | Tommaso Maria di Somma, marchese di Circello                                            |
| Ministero                                 | Ministri Segretari                                                                      |
| Affari esteri                             | Tommaso Maria di Somma, marchese di Circello                                            |
| Grazia e Giustizia e Affari ecclesiastici | Raffaele de Giorgio                                                                     |
| Affari Interni                            | Giovanbattista Vecchione                                                                |
| Guerra                                    | Giambattista Fardella                                                                   |
| Marina                                    | Francesco Lucchesi                                                                      |
| Finanze                                   | Giovanni d'Andrea                                                                       |
| Polizia                                   | Antonio Luigi Raffaele Capece Minutolo, principe di Canosa (13 aprile - 28 luglio 1821) |
| Polizia                                   | Ilario de Blasio                                                                        |